# London Grand Prix
Le London Grand Prix qui porte désormais le nom London Athletics Meet, est un meeting international d'athlétisme qui a lieu une fois par an à Londres, dans le Stade de Londres. Disputé pour la première fois en 1953, il figure depuis 2010 au programme du circuit de la Ligue de diamant.
En 2013, le meeting se déroule pour la première fois au Stade olympique de Londres et porte le nom d'Anniversary Games.

## Records du meeting

### Hommes
| Épreuve           | Record             | Athlète                 | Nationalité    | Date            | Réf. |
| ----------------- | ------------------ | ----------------------- | -------------- | --------------- | ---- |
| 100 m             | 9 s 78 (-0,4 m/s)  | Tyson Gay               | États-Unis     | 13 août 2010    |      |
| 200 m             | 19 s 47 (+1,6 m/s) | Noah Lyles              | États-Unis     | 23 juillet 2023 |      |
| 400 m             | 43 s 74            | Matthew Hudson-Smith    | Royaume-Uni    | 20 juillet 2024 |      |
| 800 m             | 1 min 42 s 00      | Emmanuel Wanyonyi       | Kenya          | 19 juillet 2025 |      |
| 1 500 m           | 3 min 28 s 82      | Phanuel Kipkosgei Koech | Kenya          | 19 juillet 2025 |      |
| Mile              | 3 min 45 s 96      | Hicham El Guerrouj      | Maroc          | 5 août 2000     |      |
| 3 000 m           | 7 min 27 s 64      | Mohamed Katir           | Espagne        | 13 juillet 2021 |      |
| 5 000 m           | 12 min 55 s 51     | Haile Gebrselassie      | Éthiopie       | 30 juillet 2004 |      |
| 3 000 m steeple   | 8 min 06 s 86      | Brimin Kiprop Kipruto   | Kenya          | 27 juillet 2013 |      |
| 110 m haies       | 12 s 93 (+0,6 m/s) | Aries Merritt           | États-Unis     | 13 juillet 2012 |      |
| 400 m haies       | 47 s 12            | Karsten Warholm         | Norvège        | 20 juillet 2019 |      |
| Saut en hauteur   | 2,41 m             | Javier Sotomayor        | Cuba           | 15 juillet 1994 |      |
| Saut à la perche  | 6,03 m             | Renaud Lavillenie       | France         | 25 juillet 2015 |      |
| Saut en longueur  | 8,58 m (+0,2 m/s)  | Luvo Manyonga           | Afrique du Sud | 22 juillet 2018 |      |
| Triple saut       | 17,78 m (+0,6 m/s) | Christian Taylor        | États-Unis     | 22 juillet 2016 |      |
| Lancer du poids   | 23,07 m            | Ryan Crouser            | États-Unis     | 23 juillet 2023 |      |
| Lancer du disque  | 71,70 m            | Mykolas Alekna          | Lituanie       | 19 juillet 2025 |      |
| Lancer du javelot | 90,81 m            | Steve Backley           | Royaume-Uni    | 22 juillet 2001 |      |

### Femmes
| Épreuve           | Record             | Athlète            | Nationalité      | Date            | Réf. |
| ----------------- | ------------------ | ------------------ | ---------------- | --------------- | ---- |
| 100 m             | 10 s 75 (+1,2 m/s) | Marie-Josée Ta Lou | Côte d'Ivoire    | 23 juillet 2023 |      |
| 200 m             | 21 s 71 (-0.6 m/s) | Julien Alfred      | Sainte-Lucie     | 19 juillet 2025 |      |
| 400 m             | 48 s 57            | Nickisha Pryce     | Jamaïque         | 20 juillet 2024 |      |
| 800 m             | 1 min 54 s 61      | Keely Hodgkinson   | Royaume-Uni      | 20 juillet 2024 |      |
| 1 500 m           | 3 min 57 s 41      | Sifan Hassan       | Pays-Bas         | 22 juillet 2018 |      |
| Mile              | 4 min 11 s 89      | Gudaf Tsegay       | Éthiopie         | 19 juillet 2025 |      |
| 3 000 m           | 8 min 21 s 64      | Sonia O'Sullivan   | Irlande          | 15 juillet 1994 |      |
| 5 000 m           | 14 min 12 s 29     | Gudaf Tsegay       | Éthiopie         | 23 juillet 2023 |      |
| 3 000 m steeple   | 8 min 57 s 35      | Jackline Chepkoech | Kenya            | 23 juillet 2023 |      |
| 100 m haies       | 12 s 20 (+0,3 m/s) | Kendra Harrison    | États-Unis       | 23 juillet 2016 |      |
| 400 m haies       | 51 s 30            | Femke Bol          | Pays-Bas         | 20 juillet 2024 |      |
| Saut en hauteur   | 2,05 m             | Kajsa Bergqvist    | Suède            | 28 juillet 2006 |      |
| Saut à la perche  | 5,00 m             | Yelena Isinbayeva  | Russie           | 22 juillet 2005 |      |
| Saut en longueur  | 7,02 m (-0,5 m/s)  | Malaika Mihambo    | Allemagne        | 21 juillet 2019 |      |
| Triple saut       | 15,27 m (+1,2 m/s) | Yamilé Aldama      | Soudan           | 8 août 2003     |      |
| Lancer du poids   | 20,90 m            | Valerie Adams      | Nouvelle-Zélande | 27 juillet 2013 |      |
| Lancer du disque  | 69,94 m            | Sandra Perkovic    | Croatie          | 23 juillet 2016 |      |
| Lancer du javelot | 68,26 m            | Barbora Špotáková  | Tchéquie         | 9 juillet 2017  |      |